# تشارلز دي. بيكويذ
تشارلز دي. بيكويذ هو سياسي أمريكي، ولد في 22 أكتوبر 1838 في مقاطعة ساراتوغا في الولايات المتحدة، وتوفي في 27 مارس 1921 في تشاتهام في الولايات المتحدة. نشط حزبياً في الحزب الجمهوري. وقد انتخب عضو مجلس النواب الأمريكي ‏.